# 釣合痴呆
釣合痴呆（つりあいちほう、独: Verhältnisblödsinn）とは己の能力を自覚することなく、それを越えたことを試み失敗する者のこと。オイゲン・ブロイラーによって作られた精神医学用語。アルフレート・ホッヘによってつくられた「サロンの馬鹿」（独: Salonblödsinn）と類似。痴呆とつくが、釣合痴呆で見られる知能低下は痴呆にみられる知能そのものの低下ではなく、性格異常による二次的なものであるとする。現在この用語はあまり用いられないが、天才や通常人との比較においてみられることがある。
ブロイラーとホッヘはいずれも精神科医であり、戦前のドイツの精神医学界の権威である。ブロイラーは精神分裂病の命名者でもある。これらの用語が作られた当時はナチスが台頭し始めた時期である。ホッヘは1920年に「価値なき生命の抹殺の許可: その範囲と形 (Die Freigabe der Vernichtung lebensunwerten Lebens – Ihr Maß und ihre Form)」という本を法学者カール・ビンディンク (w:Karl Binding) と共著している。ただし彼はナチスには反対的な立場をとっていた。